# Алегазово
Алегазово (баш. Әләгәҙ) — село в Мечетлинском районе Башкортостана, административный центр Алегазовского сельсовета. Согласно переписи населения 2020 года население составляло 1211 человек.

## Географическое положение
Находится на левом берегу реки Ай.
Расстояние до:
- районного центра (Большеустьикинское): 12 км,
- ближайшей ж/д станции (Красноуфимск): 118 км.

## История
Шежере алегазовцев рассказывает, что их предки пришли с булгарских владений на Каме. Известно имя основателя Булгара Камая.
По мере наполнения Кушинской волости пришлыми крестьянами, она разделилась на Болшекущинскую с центром в Сабанакове (Собангулово) и Малокущинскую волости с центром в деревне Азигуловой (ныне в Красноуфимском районе Свердловской области).
В «Списке населенных мест по сведениям 1870 года», изданном в 1877 году, населённый пункт упомянут как деревня Алегазова (Елгазы) 4-го стана Златоустовского уезда Уфимской губернии. Располагалась при реке Ае, в 150 верстах от уездного города Златоуста и в 60 верстах от становой квартиры в селе Ногуши (Нугуш). В деревне, в 103 дворах жили 670 человек (353 мужчины и 317 женщин, татары, башкиры), были мечеть, училище, 2 конных мельницы. Жители занимались земледелием, скотоводством.

## Население
| 1939  | 1959 | 1970  | 1979  | 1989  | 2002  | 2009  |
| ----- | ---- | ----- | ----- | ----- | ----- | ----- |
| 787   | ↘524 | ↗1399 | ↘1278 | ↘1186 | ↗1323 | ↘1269 |
| 2010  |      |       |       |       |       |       |
| ↗1341 |      |       |       |       |       |       |

Национальный состав
Согласно переписи 2002 года, преобладающие национальности — татары (44 %), башкиры (34 %).

## Религия
В селе есть недостроенная мечеть.

## Известные уроженцы
- Лисовская, Наталья Венедиктовна (род. 16 июля 1962) — советская и российская толкательница ядра, олимпийская чемпионка и трёхкратная чемпионка мира, действующая рекордсменка мира с 1987 года (22,63 м), Заслуженный мастер спорта СССР (1984)[7][8].